# برانستون این راتلند
برانستون این راتلند (به انگلیسی: Braunston-in-Rutland) یک روستا و محله مدنی در بریتانیا است که در راتلند واقع شده‌است. برانستون این راتلند ۳۹۲ نفر جمعیت دارد.